# Govhar Beydullayeva
Govhar Beydullayeva (Al Zulfi, 23 de abril de 2003) es una ajedrecista azerbaiyana, Gran Maestra de ajedrez desde 2022. Fue Campeona Mundial Femenina Sub-20 en 2022 y Campeona Mundial Femenina Sub-18 en 2021.

## Primeros años
Govhar Beydullayeva nació en la ciudad saudí de Al Zulfi, ubicada al norte del país, en abril de 2003. Sus padres son del Raión de Aghsu, en Azerbaiyán. Cuando tenía 4 años, su padre le enseñó a jugar al ajedrez. Tras mudarse a Azerbaiyán, empezó a ir al club de ajedrez con su hermana pequeña a los 6 años.

## Carrera

### Campeonatos mundiales y europeos
Govhar Beydullayeva representó en repetidas ocasiones a Azerbaiyán en los Campeonatos Europeos Juveniles de Ajedrez y en los Campeonatos Mundiales Juveniles de Ajedrez en diferentes grupos de edad, donde ganó tres medallas: medalla de oro (en 2017, en el Campeonato Europeo Juvenil de Ajedrez en el grupo de edad de niñas Sub-14) y dos medallas de plata (en 2014, en el Campeonato Europeo Juvenil de Ajedrez en el grupo de edad de niñas Sub-12, y en 2015, en el Campeonato Europeo Juvenil de Ajedrez en el grupo de edad de niñas Sub-12).
En 2013, Govhar Beydullayeva ganó el Campeonato Europeo Juvenil de Ajedrez Rápido en el grupo de edad de chicas Sub-10.
En agosto de 2018, se clasificó 4ª en el Campeonato Europeo Juvenil de Ajedrez en el grupo de edad de chicas Sub-16.
En 2021, ganó la Copa del Mundo entre chicas menores de 18 años. Ese mismo año, ganó la Superfinal Mundial Juvenil Fide de chicas Sub-18.
En abril de 2022, ganó la medalla de oro femenina en el Campeonato de Europa Individual de Ajedrez 2022. En octubre de ese año se hacía con el Campeonato Mundial Juvenil de Ajedrez Femenino en Cerdeña (Italia).
En la Copa del Mundo Femenina de Ajedrez 2023 celebrada en Bakú (Azerbaiyán) ganó en primera ronda a la serbia Marina Gajcin por 2-0, para más adelante caer en segunda ronda frente a la rusa Polina Shuvalova.

### Equipo
Govhar Beydullayeva es miembro del equipo nacional femenino de Azerbaiyán. Jugó para el equipo Azerbaiyán-3 en la Olimpiada Femenina de Ajedrez. En 2016, en el tercer tablero en la 42ª Olimpiada de Ajedrez (femenino) en Bakú (+3, =6, -2). En 2019, jugó para el equipo nacional juvenil de Azerbaiyán, ganador de la medalla de oro, en la Olimpiada Mundial Juvenil de Ajedrez Sub-16.
Representó a Azerbaiyán en el Campeonato de Europa de ajedrez femenino por equipos 2021. El equipo ganó la medalla de bronce por detrás de Rusia (oro) y Georgia (plata).

### Campeonatos de Azerbaiyán
En 2012, Govhar ganó el Campeonato Juvenil de Ajedrez de Azerbaiyán en el grupo de edad de chicas Sub-10, luego repitió este éxito por tres veces en los años de 2013, 2015 y 2016.
Govhar Beydullayeva participó repetidamente en los campeonatos nacionales de ajedrez femenino de Azerbaiyán, donde ganó 5 medallas: dos de oro (en los años 2022 y 2023), dos de plata (en los años 2020 y 2021) y un bronce (en 2019).

### Otras victorias
En 2011, 2012 y 2013, ganó el primer puesto de su grupo de edad en la categoría C del torneo internacional abierto de Bakú. En 2014, jugó bien en la categoría B del festival "Baku Open 2014". Puntuó 7 de 9 y se hizo con el 5º puesto. Además, ganó 189 puntos ELO.
En 2017, con la puntuación de 10 sobre 10, Beydullayeva ganó la "Copa Mikhail Botvinnik" que se celebró en Moscú. En 2021, ganó la medalla de plata entre las mujeres en el torneo "Serbia Open Masters" que se celebró en Belgrado.